# Parigi-Camembert 1983
La Parigi-Camembert 1983, quarantaquattresima edizione della corsa e valida come evento del circuito UCI categoria CB1.1, si svolse il 5 aprile 1983. Fu vinta dal francese Christian Jourdan, in 6h25'30".

## Ordine d'arrivo (Top 10)
| Pos. | Corridore         | Squadra                   | Tempo    |
| ---- | ----------------- | ------------------------- | -------- |
| 1    | Christian Jourdan | La Redoute-Motobécane     | 6h25'30" |
| 2    | Jacques van Meer  | Fangio-Tonissteiner       | a 1'07"  |
| 3    | Raymond Martin    | Coop-Mercier-Mavic        | s.t.     |
| 4    | Gary Dowdell      | Wolber-Spidel             |          |
| 5    | Éric Caritoux     | Sem-France Loire          |          |
| 6    | Jean-Claude Bagot | UC Saint-Etienne-Pélussin |          |
| 7    | Bernard Bourreau  | Peugeot-Shell-Michelin    |          |
| 8    | Pierre Bazzo      | Coop-Mercier-Mavic        |          |
| 9    | Pascal Simon      | Peugeot-Shell-Michelin    |          |
| 10   | Claude Moreau     | Coop-Mercier-Mavic        |          |